# Husband (cràter)
Husband és un petit cràter d'impacte situat al sector sud-sud-est de l'interior del cràter Apollo, a la cara oculta de la Lluna. Es troba en l'espai comprès entre els dos anells muntanyosos que conformen el gran cràter.

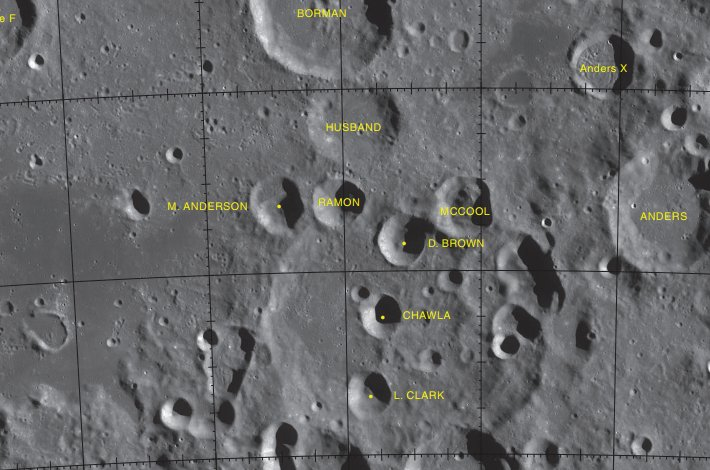
Localització de Husband (centre superior de la imatge)
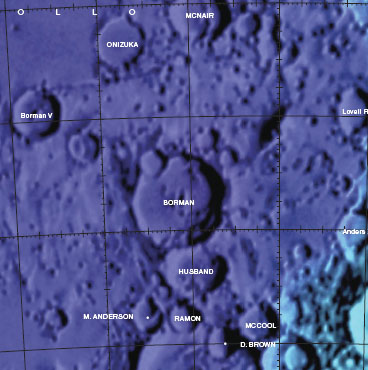
El cràter Husband, al sud de Borman
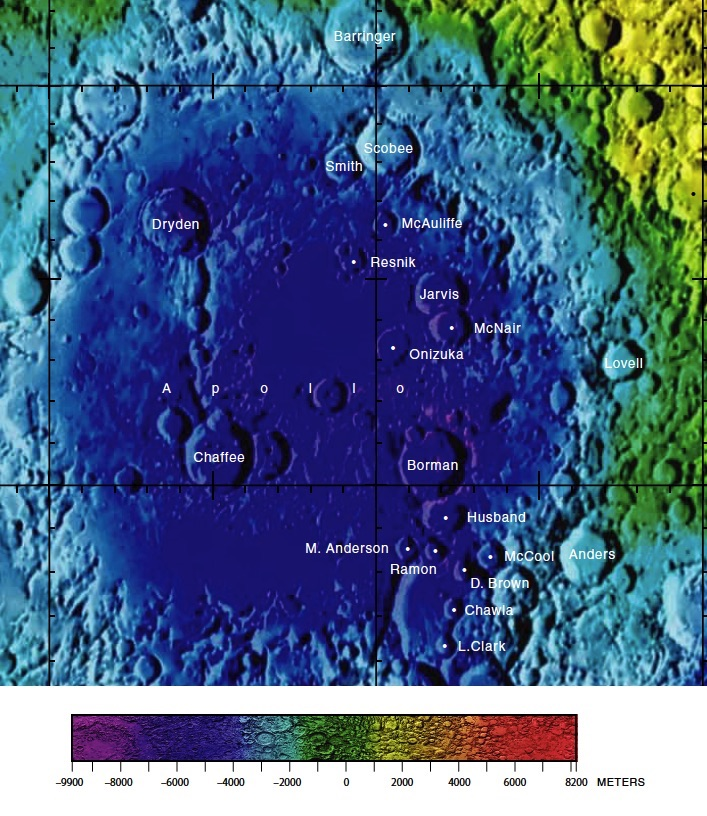
Cràters interiors de l'Apollo

El cràter Husband té una forma circular, tot i que ha estat considerablement erosionat per successius impactes. La voral s'ha desgastat considerablement, i a la seva part sud-est gairebé coincideix amb el terreny circumdant. El pendent intern és llis, marcat tan sols per petits cràters. El fons del bol és relativament pla, sense estructures notables, excepte per un grup de petits cràters al seu centre.
Abans de rebre el seu propi nom el 2006, el cràter tenia la designació de Bormann L, sent un dels cràters satèl·lit del cràter Borman. El nom va ser adoptat per la UAI el 2006, com a homenatge als set astronautes que van morir en l'accident del transbordador espacial Columbia esdevingut el 1r de febrer de 2003. Els noms dels set cràters són: Chawla, D. Brown, Husband, L. Clark, McCool, M. Anderson i Ramon.